# Syncline

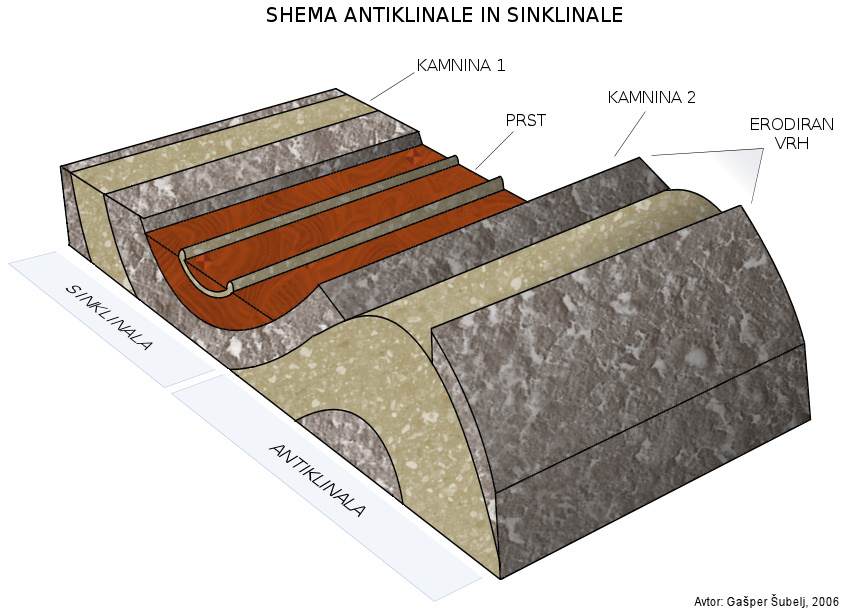
Schematische weergave van synclines en anticlines

Een syncline is een plooi in een gesteentelaag, waarbij het materiaal aan de binnenkant van de plooi jonger is dan dat aan de buitenkant. In een normale situatie, waarbij het gesteente niet overkiept ligt, zal een syncline de vorm van een V hebben.
Geometrisch kan een syncline worden beschreven als een plooi waarbij de jongere lagen aan de concave kant zitten.
Het andere type plooi, waarbij het materiaal naar binnen toe juist ouder wordt, wordt een anticline genoemd.